# カナダの島の一覧
カナダの島の一覧を示す。

## 一覧 (面積順)
| 順位 | 島名                     | 諸島                             | 州                                   | 面積 [km²] | 緯度経度                                                            |
| ---- | ------------------------ | -------------------------------- | ------------------------------------ | ---------- | ------------------------------------------------------------------- |
| 1    | バフィン島               | 北極諸島                         | ヌナブト準州                         | 507,451    | 北緯69度00分00秒 西経72度00分00秒 / 北緯69.00000度 西経72.00000度   |
| 2    | ビクトリア島             | 北極諸島                         | ノースウエスト準州/ヌナブト準州      | 217,291    | 北緯71度00分00秒 西経110度00分00秒 / 北緯71.00000度 西経110.00000度 |
| 3    | エルズミーア島           | 北極諸島, クイーンエリザベス諸島 | ヌナブト準州                         | 196,236    | 北緯79度50分00秒 西経78度00分00秒 / 北緯79.83333度 西経78.00000度   |
| 4    | ニューファンドランド島   | セントローレンス湾               | ニューファンドランド・ラブラドール州 | 108,860    | 北緯49度00分00秒 西経56度00分00秒 / 北緯49.00000度 西経56.00000度   |
| 5    | バンクス島               | 北極諸島                         | ノースウエスト準州                   | 70,028     | 北緯73度00分00秒 西経121度30分00秒 / 北緯73.00000度 西経121.50000度 |
| 6    | デヴォン島               | 北極諸島, クイーンエリザベス諸島 | ヌナブト準州                         | 55,247     | 北緯75度08分00秒 西経87度51分00秒 / 北緯75.13333度 西経87.85000度   |
| 7    | アクセルハイバーグ島     | 北極諸島, クイーンエリザベス諸島 | ヌナブト準州                         | 43,178     | 北緯79度26分00秒 西経90度46分00秒 / 北緯79.43333度 西経90.76667度   |
| 8    | メルヴィル島             | 北極諸島, クイーンエリザベス諸島 | ノースウエスト準州/ヌナブト準州      | 42,149     | 北緯75度30分00秒 西経111度30分00秒 / 北緯75.50000度 西経111.50000度 |
| 9    | サウサンプトン島         | 北極諸島, ハドソン湾             | ヌナブト準州                         | 41,214     | 北緯64度30分00秒 西経84度30分00秒 / 北緯64.50000度 西経84.50000度   |
| 10   | プリンスオブウェールズ島 | 北極諸島                         | ヌナブト準州                         | 33,339     | 北緯72度40分00秒 西経99度00分00秒 / 北緯72.66667度 西経99.00000度   |
| 11   | バンクーバー島           | 太平洋岸                         | ブリティッシュコロンビア州           | 31,285     | 北緯49度30分00秒 西経125度30分00秒 / 北緯49.50000度 西経125.50000度 |
| 12   | サマーセット島           | 北極諸島                         | ヌナブト準州                         | 24,786     | 北緯73度15分00秒 西経93度30分00秒 / 北緯73.25000度 西経93.50000度   |
| 13   | バサースト島             | 北極諸島, クイーンエリザベス諸島 | ヌナブト準州                         | 16,042     | 北緯75度46分00秒 西経99度47分00秒 / 北緯75.76667度 西経99.78333度   |
| 14   | プリンスパトリック島     | 北極諸島, クイーンエリザベス諸島 | ノースウエスト準州                   | 15,848     | 北緯76度45分00秒 西経119度30分00秒 / 北緯76.75000度 西経119.50000度 |
| 15   | キングウィリアム島       | 北極諸島                         | ヌナブト準州                         | 13,111     | 北緯69度00分00秒 西経97度30分00秒 / 北緯69.00000度 西経97.50000度   |
| 16   | エルフリングネース島     | 北極諸島, クイーンエリザベス諸島 | ヌナブト準州                         | 11,295     | 北緯78度30分00秒 西経102度00分00秒 / 北緯78.50000度 西経102.00000度 |
| 17   | バイロト島               | 北極諸島, バフィン島             | ヌナブト準州                         | 11,067     | 北緯73度16分00秒 西経78度30分00秒 / 北緯73.26667度 西経78.50000度   |
| 18   | ケープ・ブレトン島       | セントローレンス湾               | ノバスコシア州                       | 10,311     | 北緯46度10分00秒 西経60度45分00秒 / 北緯46.16667度 西経60.75000度   |
| 19   | プリンスチャールズ島     | 北極諸島, フォックス湾           | ヌナブト準州                         | 9,521      | 北緯67度47分00秒 西経76度12分00秒 / 北緯67.78333度 西経76.20000度   |
| 20   | アンティコスティ島       | セントローレンス湾               | ケベック州                           | 7,941      | 北緯49度30分00秒 西経63度00分00秒 / 北緯49.50000度 西経63.00000度   |
| 21   | コーンウォリス島         | 北極諸島クイーンエリザベス諸島   | ヌナブト準州                         | 6,995      | 北緯75度05分00秒 西経95度00分00秒 / 北緯75.08333度 西経95.00000度   |
| 22   | グラハム島               | ハイダ・グワイ                   | ブリティッシュコロンビア州           | 6,361      | 北緯53度40分00秒 西経132度30分00秒 / 北緯53.66667度 西経132.50000度 |
| 23   | プリンスエドワード島     |                                  | プリンスエドワードアイランド州       | 5,620      | 北緯46度20分00秒 西経63度22分00秒 / 北緯46.33333度 西経63.36667度   |
| 24   | コーツ島                 | 北極諸島                         | ヌナブト準州                         | 5,498      | 北緯62度35分00秒 西経82度45分00秒 / 北緯62.58333度 西経82.75000度   |
| 25   | アマンドリングネス島     | 北極諸島クイーンエリザベス諸島   | ヌナブト準州                         | 5,255      | 北緯78度20分00秒 西経96度25分00秒 / 北緯78.33333度 西経96.41667度   |
| 26   | マッケンジーキング島     | 北極諸島クイーンエリザベス諸島   | ノースウエスト準州、ヌナブト準州     | 5,048      | 北緯77度45分00秒 西経112度00分00秒 / 北緯77.75000度 西経112.00000度 |
| 27   | ステファンソン島         | 北極諸島                         | ヌナブト準州                         | 4,463      | 北緯73度30分00秒 西経105度30分00秒 / 北緯73.50000度 西経105.50000度 |
| 28   | マンセル島               | 北極諸島                         | ヌナブト準州                         | 3,180      | 北緯62度00分00秒 西経79度50分00秒 / 北緯62.00000度 西経79.83333度   |
| 29   | アキミスキ島             | 北極諸島                         | ヌナブト準州                         | 3,001      | 北緯53度00分00秒 西経81度20分00秒 / 北緯53.00000度 西経81.33333度   |
| 30   | ボーデン島               | 北極諸島クイーンエリザベス諸島   | ノースウエスト準州、ヌナブト準州     | 2,794      | 北緯78度30分03秒 西経111度13分12秒 / 北緯78.50083度 西経111.22000度 |
| 31   | マニトゥーリン島         |                                  | オンタリオ州                         | 2,766      | 北緯45度46分00秒 西経82度12分00秒 / 北緯45.76667度 西経82.20000度   |
| 32   | モレスビー島             | ハイダ・グワイ                   | ブリティッシュコロンビア州           | 2,608      | 北緯52度45分00秒 西経131度50分00秒 / 北緯52.75000度 西経131.83333度 |
| 33   | コーンウォール島         | 北極諸島クイーンエリザベス諸島   | ヌナブト準州                         | 2,358      | 北緯77度37分00秒 西経94度52分00秒 / 北緯77.61667度 西経94.86667度   |
| 34   | プリンセスロイヤル島     |                                  | ブリティッシュコロンビア州           | 2,251      | 北緯52度55分00秒 西経128度50分00秒 / 北緯52.91667度 西経128.83333度 |
| 35   | リチャーズ島             |                                  | ノースウエスト準州                   | 2,165      | 北緯69度20分00秒 西経134度30分00秒 / 北緯69.33333度 西経134.50000度 |
| 36   | ルネ・ルヴァスール島     |                                  | ケベック州                           | 2,020      | 北緯51度23分00秒 西経68度42分00秒 / 北緯51.38333度 西経68.70000度   |
| 37   | エアフォース島           | 北極諸島                         | ヌナブト準州                         | 1,720      | 北緯67度58分00秒 西経74度05分00秒 / 北緯67.96667度 西経74.08333度   |
| 38   | フラエティ島             | ベルチャー諸島                   | ヌナブト準州                         | 1,585      | 北緯56度21分29秒 西経79度14分55秒 / 北緯56.35806度 西経79.24861度   |
| 39   | エグリントン島           | 北極諸島クイーンエリザベス諸島   | ノースウエスト準州                   | 1,541      | 北緯75度46分00秒 西経118度27分00秒 / 北緯75.76667度 西経118.45000度 |
| 40   | グレアム島               | 北極諸島クイーンエリザベス諸島   | ヌナブト準州                         | 1,378      | 北緯77度25分00秒 西経90度30分00秒 / 北緯77.41667度 西経90.50000度   |
| 41   | ピット島                 |                                  | ブリティッシュコロンビア州           | 1,375      | 北緯53度30分00秒 西経129度47分00秒 / 北緯53.50000度 西経129.78333度 |
| 42   | ノッティンガム島         | 北極諸島                         | ヌナブト準州                         | 1,372      | 北緯63度17分00秒 西経77度55分00秒 / 北緯63.28333度 西経77.91667度   |
| 43   | ラフヒード島             | 北極諸島クイーンエリザベス諸島   | ヌナブト準州                         | 1,308      | 北緯77度24分00秒 西経105度15分00秒 / 北緯77.40000度 西経105.25000度 |
| 44   | バイアムマーティン島     | 北極諸島クイーンエリザベス諸島   | ヌナブト準州                         | 1,150      | 北緯75度12分00秒 西経104度17分00秒 / 北緯75.20000度 西経104.28333度 |
| 45   | ウェールズ島             | 北極諸島                         | ヌナブト準州                         | 1,137      | 北緯68度01分00秒 西経86度40分00秒 / 北緯68.01667度 西経86.66667度   |
| 46   | ヴァニエ島               | 北極諸島クイーンエリザベス諸島   | ヌナブト準州                         | 1,126      | 北緯76度10分00秒 西経103度15分00秒 / 北緯76.16667度 西経103.25000度 |
| 47   | ローリー島               | 北極諸島                         | ヌナブト準州                         | 1,090      | 北緯69度06分00秒 西経78度52分00秒 / 北緯69.10000度 西経78.86667度   |
| 48   | キャメロン島             | 北極諸島クイーンエリザベス諸島   | ヌナブト準州                         | 1,059      | 北緯76度30分00秒 西経103度51分00秒 / 北緯76.50000度 西経103.85000度 |
| 49   | レゾリューション島       | 北極諸島                         | ヌナブト準州                         | 1,015      | 北緯61度30分00秒 西経65度00分00秒 / 北緯61.50000度 西経65.00000度   |
| 50   | ヴァンシタート島         | 北極諸島                         | ヌナブト準州                         | 1,010      | 北緯65度50分00秒 西経84度00分00秒 / 北緯65.83333度 西経84.00000度   |
| 51   | ラッセル島               | 北極諸島                         | ヌナブト準州                         | 989        | 北緯74度00分00秒 西経98度25分00秒 / 北緯74.00000度 西経98.41667度   |
| 52   | マイエン島               | 北極諸島クイーンエリザベス諸島   | ヌナブト準州                         | 955        | 北緯79度59分00秒 西経99度30分00秒 / 北緯79.98333度 西経99.50000度   |
| 53   | アクパトク島             | 北極諸島                         | ヌナブト準州                         | 903        | 北緯60度25分00秒 西経68度08分00秒 / 北緯60.41667度 西経68.13333度   |
| 54   | イェンスムンク島         | 北極諸島                         | ヌナブト準州                         | 891        | 北緯69度39分00秒 西経80度04分00秒 / 北緯69.65000度 西経80.06667度   |
| 55   | キング島                 |                                  | ブリティッシュコロンビア州           | 837        | 北緯52度10分00秒 西経127度43分00秒 / 北緯52.16667度 西経127.71667度 |
| 56   | ソールズベリー島         | 北極諸島                         | ヌナブト準州                         | 804        | 北緯63度35分00秒 西経77度00分00秒 / 北緯63.58333度 西経77.00000度   |
| 57   | ホワイト島               | 北極諸島                         | ヌナブト準州                         | 790        | 北緯65度50分00秒 西経84度50分00秒 / 北緯65.83333度 西経84.83333度   |
| 58   | ビッグ島                 | 北極諸島                         | ヌナブト準州                         | 756        | 北緯62度43分00秒 西経70度43分00秒 / 北緯62.71667度 西経70.71667度   |
| 59   | ブロック島               | 北極諸島クイーンエリザベス諸島   | ノースウエスト準州                   | 750        | 北緯77度51分00秒 西経114度27分00秒 / 北緯77.85000度 西経114.45000度 |
| 60   | ブレイ島                 | 北極諸島                         | ヌナブト準州                         | 691        | 北緯69度16分00秒 西経77度00分00秒 / 北緯69.26667度 西経77.00000度   |
| 61   | キングクリスチャン島     | 北極諸島クイーンエリザベス諸島   | ヌナブト準州                         | 653        | 北緯77度45分00秒 西経102度00分00秒 / 北緯77.75000度 西経102.00000度 |
| 62   | ミスコウ島               |                                  | ニューブランズウィック州             | 640        | 北緯47度57分00秒 西経64度32分00秒 / 北緯47.95000度 西経64.53333度   |
| 63   | フォーリー島             | 北極諸島                         | ヌナブト準州                         | 637        | 北緯68度30分00秒 西経75度00分00秒 / 北緯68.50000度 西経75.00000度   |
| 64   | ノースケント島           | 北極諸島クイーンエリザベス諸島   | ヌナブト準州                         | 577        | 北緯76度40分00秒 西経90度15分00秒 / 北緯76.66667度 西経90.25000度   |
| 65   | エメラルド島             | 北極諸島クイーンエリザベス諸島   | ノースウエスト準州                   | 552        | 北緯76度48分00秒 西経114度07分00秒 / 北緯76.80000度 西経114.11667度 |
| 66   | ヌートカ島               |                                  | ブリティッシュコロンビア州           | 529        | 北緯49度44分35秒 西経126度46分10秒 / 北緯49.74306度 西経126.76944度 |
| 67   | ポーシャ島               |                                  | ブリティッシュコロンビア州           | 522        | 北緯53度59分02秒 西経130度31分29秒 / 北緯53.98389度 西経130.52472度 |